# V455 Возничего
V455 Возничего (лат. V455 Aurigae), HD 45191 — кратная звезда в созвездии Возничего на расстоянии приблизительно 255 световых лет (около 78 парсеков) от Солнца. Возраст звезды оценивается как около 2,5 млрд лет.
Пара первого и второго компонентов — двойная затменная переменная звезда типа Алголя (EA). Видимая звёздная величина звезды — от +7,64m до +7,33m. Орбитальный период — около 3,1458 суток.

## Характеристики
Первый компонент — жёлто-белая звезда спектрального класса F2. Масса — около 1,529 солнечной, радиус — около 1,99 солнечного, светимость — около 6,266 солнечных. Эффективная температура — около 6471 К.
Второй компонент — жёлто-белая звезда спектрального класса F7. Масса — около 1,22 солнечной.
Третий компонент. Масса — около 0,98 солнечной. Орбитальный период — около 1350 суток.
Четвёртый компонент — коричневый карлик. Масса — около 52,03 юпитерианских. Удалён на 1,723 а.е..